# Stazione di Labro-Moggio
Stazione di Labro-Moggio vasútállomás Olaszországban, Colli sul Velino településen.

## Vasútvonalak
Az állomást az alábbi vasútvonalak érintik:
- Terni–Sulmona-vasútvonal

## Kapcsolódó állomások
A vasútállomáshoz az alábbi állomások vannak a legközelebb:
- Stazione di Greccio
- Piediluco train station